# Wave Distribution
Wave Distribution è stata un'azienda di distribuzione cinematografica italiana nata nel 2010 con sede a Roma. Iniziò le attività distribuendo il suo primo film Coming Soon uscito nelle sale italiane il 6 agosto 2010.

## Film distribuiti
- Coming Soon (2008)
- Alone (2007)
- The Shock Labyrinth: Extreme 3D (2009)
- El Cantante (2006)
- Killer Bean Forever (2009)
- Dragon Hunters (2009)
- Body (2007)
- 4bia (2008)
- Phobia 2 (2009)
- Dear Lemon Lima (2009)
- See You in September (2010)
- Disco Worms (2008)
- The Missing Lynx (2008)
- Un été brulant (2011)